# 杨武 (1956年)
杨武（1956年11月—），男，汉族，安徽青阳人，中国共产党党员，中华人民共和国政治人物。

## 生平
1982年毕业于安徽农学院（现安徽农业大学）畜牧系。历任安徽农学院畜牧系辅导员，共青团安徽省委青农部办事员、副科长、科长，共青团安徽省委员会青农部副部长、部长。1994年调任安徽省委政研室三处副处长（正处）。1995年任安徽省委政研室三处处长。1996年任安徽省委政研室主任助理、三处处长。期间于1993年至1996年参加复旦大学经济学系政治经济学专业学习。
1997年起，先后任濉溪县委副书记、副县长、代县长，濉溪县委副书记、县长，濉溪县委书记、县长，濉溪县委书记，濉溪县委书记、县人大常委会主任。2003年4月，升任安徽省计划生育委员会副主任、党组成员。2004年2月，任安徽省人口和计划生育委员会副主任、党组成员。2013年7月，任安徽省人口和计划生育委员会副主任、党组副书记。2014年5月，任安徽省卫生和计划生育委员会副主任、党组副书记。2016年1月，任安徽省卫生和计划生育委员会巡视员。2016年12月退休。
2018年6月，因涉嫌严重违纪违法，接受纪律审查和监察调查。
2018年10月，安徽省纪委监委决定给予杨武开除党籍处分，并按规定取消其退休待遇，收缴其违纪所得。